# Mar Cèltica
La mar Cèltica, o el mar Cèltic, és la part de l'oceà Atlàntic situada al sud d'Irlanda. Representa una gran part de la plataforma continental d'Europa occidental i s'estén des del Canal de la Mànega occidental fins al trencant celta que delimita Porcupine Seabight i el sud-oest d'Irlanda. A l'est limita amb el canal de Sant Jordi (que la comunica amb la mar d'Irlanda), el canal de Bristol i el canal de la Mànega, i banya les costes adjacents de Gal·les, Cornualla, Devon i Bretanya. La seva fondària varia entre els 50 i els 200 metres. És un mar molt ric en peix, sobretot sardines.
El nom, proposat per Ernest William Lyons Holt el 1921, al·ludeix al patrimoni cèltic que comparteixen les terres que l'envolten. La part nord de la mar originàriament era considerada part del canal de Sant Jordi, mentre que la part sud no tenia cap nom compartit per tots els territoris costaners; diversos aspectes geològics i hidrològics comuns van fer que calgués buscar una denominació científica que englobés aquestes aigües. Avui dia el nom és utilitzat habitualment pels treballadors de la indústria petroliera i pesquera.
Els límits meridional i occidental no estan tan ben definits. Holt va proposar la isòbata de 200 braces angleses (o 366 m) i l'illa bretona d'Eusa o Ouessant; la definició de l'Organització Hidrogràfica Internacional utilitza loxodròmies i s'estén lleugerament més cap al sud.
Segons les llengües dels diversos territoris riberencs, la mar és anomenada Celtic Sea en anglès, An Mhuir Cheilteach en gaèlic irlandès, Y Môr Celtaidd en gal·lès, An Mor Keltek en còrnic, Ar Mor Keltiek en bretó i Mer Celtique en francès.